# Baeorix manducus
Baeorix manducus is een hooiwagen uit de familie Assamiidae. De wetenschappelijke naam van Baeorix manducus gaat terug op Thorell.